# Solidaritätspreis der Linzer Kirchenzeitung
Der Solidaritätspreis der Diözese Linz wurde von der KirchenZeitung Diözese Linz ins Leben gerufen und bis 2021 durchgeführt. Seit 2022 wird er im Namen der Diözese Linz vergeben.

## Beschreibung
Die KirchenZeitung bzw. die Diözese Linz ehrt mit dem Solidaritätspreis seit 1994 jährlich Personen und Gruppen, die sich durch besonders richtungsweisendes und solidarisches Handeln in den Bereichen Frieden, Gerechtigkeit, Bewahrung der Schöpfung, den drei Themen des konziliaren Prozesses und Soziales auszeichnen.
Der Solidaritätspreis hat drei Kategorien:
- Einzelpersonen
- Gruppen
- Jugendprojekte

Das Preisgeld beträgt insgesamt 12.500 Euro und wird mit 10.000 Euro von der Diözese Linz und mit 2.500 Euro vom Sozialressort des Landes Oberösterreich aufgebracht und zu gleichen Teilen auf die insgesamt maximal neun und seit 2016 maximal 10 Preisträger aufgeteilt.
Seit 1994 wurden mehr als 225 Solidaritäts-Preisträger ernannt.
Die Ausschreibung erfolgt regelmäßig am 26. Oktober, dem österreichischen Nationalfeiertag. Die Verleihung findet im Folgejahr am 15. Mai (oder in zeitlicher Nähe dazu) im Linzer Landhaus durch Linzer Bischof, dem oberösterreichischen Landeshauptmann und dem oberösterreichischen Soziallandesrat statt. Die zeitliche Klammer ist für den Solidaritätspreis sehr wichtig. Am 15. Mai ist ein dreifacher Gedenktag: österreichischer Staatsvertrag (1955), Veröffentlichung der ersten päpstlichen Sozialenzyklika (1891) und Veröffentlichung des österreichischen Sozialhirtenbriefs (1990). Zusammen mit dem Nationalfeiertag sind diese drei Gedenktage – so die Veranstalter des Solidaritätspreises – besondere Tage, um Solidarität zum Thema zu machen.

## Preisträger 1994
1994 wurden 6 Preise vergeben:
Einzel
- Mathilde Halla
- Otto Hirsch
- Heinz Pleschko

Gruppen
- Paraplü
- Österreichische Friedensdienste

Jugend
- HLW Ried am Wolfgangsee

## Preisträger 1995
1995 wurden 6 Preise vergeben:
Einzel
- Olga Friedwagner
- Manfred Strutzenberger
- Erika Bayer

Gruppen
- Ehrenamtliches Team vom Kleinen Mittagstisch
- IG Welt Ottensheim

Jugend
- Besuchsgruppe der Schülerinnen der HLW Perg

## Preisträger 1996
1996 wurden 13 Preise vergeben:
Einzel
- Karl Merighi
- Michael Schodermayr
- Eduard Scheibl
- Erika und Peter Fröhlich
- Rosalia Hoog
- Hans Riedler

Gruppen
- Südböhmische Mütter gegen Atomgefahren
- Ehrenamtliches Team der WeGe
- Wärmestube der Caritas Oberösterreich
- CSI Leonding
- Eine-Welt-Kreis Zell an der Pram
- Flüchtlingsberatungsstelle der Caritas Grein

Jugend
- Projekt Isoliert – Integriert!? von Schülern des Rieder Gymnasiums

## Preisträger 1997
Einzel
- Alfons Aufreiter
- Leopoldine Ganser
- Adolf Hohensinn
- Johann und Margareta Linsmaier

Gruppen
- Verein maiz
- Ehrenamtliches Team der Schubhaftbetreuung von SOS Mitmensch
- Selbsthilfegruppe Trauernde Eltern

Jugend
- Aktion Hamerlingschule hilft
- Integratives Sommerlager der Linzer Pfarre St. Michael
- Aktion Teilen der Katholischen Jugend Oberösterreich

## Preisträger 1998
Jugend
- Die 7. Klasse des Schuljahres 97/98 vom Bischöflichen Gymnasium Petrinum, Linz, die in Französisch und Psychologie ein Projekt durchführte, das sich psychisch erkrankten bzw. behinderten Menschen zuwandte.
- Die Young-Amnesty-Gruppe im Gymnasium Dachsberg für regelmäßige Initiativen zugunsten verfolgter Menschen.
- Die Volksschule Nußbach mit der Aktion „Kinder aus Nußbach für Kinder in Brasilien“, die die Nußbacherin Helga Spernbauer, die ein Jahr in Brasilien mit Kindern arbeitete, unterstützte.

Gruppen
- Die Straßenzeitung Kupfermuckn der ARGE für Obdachlose, Linz, die Obdachlose in die redaktionelle und verlegerische Arbeit einbindet und ihnen Mitverantwortung überträgt.
- CONA, Gerechter Nord-Süd-Handel, Ried im Traunkreis, für den Aufbau gerechter und umweltbewusster Nord-Süd-Handelsbeziehungen
- Die Selbstbesteuerungsgruppe Rohrbach Eine Welt für alle, die schon seit 25 Jahren aktiv ist und viele Projekte in armen Ländern der sogenannten Dritten Welt (mit-)finanziert hat.

Einzelpersonen
- Maria Szentpetery, Linz, für ihren 20-jährigen großen Einsatz für fairen Handel und für ihre Eine-Welt-Bildungsinitiativen
- Edith Lanzl und Anna Karner, Wels/Thalheim, für die schon 15-jährige Leitung der sehr aktiven Soforthilfegruppe der Pfarre
- Franz Deutsch, Erstes Österreichisches Friedensmuseum, Wolfsegg am Hausruck, für seine Verdienste um die Friedenserziehung und Vernetzung von Friedensinitiativen.

## Preisträger 1999
Einzel:
- Alois Haidvogl und Alois Neubauer
- Helmut Krenn
- Marianne Schmidleitner

Gruppen:
- Integrationsrat Vöcklabruck
- Missionsrunde Vöcklabruck
- Vehikel – Verein zur Förderung der beruflichen Integration arbeitsloser Jugendlicher
- Belegschaft der Firma Weingärtner GesmbH

Jugend:
- Pfingstl – Das integrative Pfingstlager der OÖ. Pfadfinder

## Preisträger 2000
Einzelpersonen
- Johannes Fellinger, Linz, für seine Initiativen und Hilfestellungen für gehörlose Menschen
- Maria Hauser, Autorin, Bad Leonfelden, für ihr weit über das Schriftstellerische hinausgehende Engagement für Aidskranke, Homosexuelle und einfache Menschen
- Josef Pühringer, Plattform gegen Atomgefahr, St.Peter a.W., für seinen Einsatz um eine Umkehr der Energiepolitik, vor allem auch für seine Anti-Atomkraftwerk-Temelin-Arbeit
- Felicitas Zehetner, Bad Ischl, für ihren Einsatz zu Gunsten von Alzheimer-Patienten

Gruppen
- Welser Initiative gegen Faschismus, Wels, für den Einsatz um demokratische Grundprinzipien und für die Bewusstseinsarbeit gegen Faschismus
- Netzwerk Spinnen, Linz, für die Initiative, sich als Psyhiatrieerkrankte zusammenzuschließen, um gemeinsame Interessen besser wahrnehmen zu können
- Fachausschuss Flüchtlingsbetreuung der Pfarren Steinerkirchen und Fischlham, für den Einsatz um Flüchtlinge in Südosteuropa, besonders in den Nachfolgestaaten Jugoslawiens
- Projekt Straßenkinder von Jacobina, ausgehend vom Stiftsgymnasium Wilhering, in dem die Arbeit von Pater Josef Hehenberger in Brasilien unterstützt wird. Über 20 Gruppen werden dort unterstützt.

Jugend
- Kinder- und Jugendchor Creaktiv international aus Sankt Marienkirchen bei Schärding. Der Chor wird für seine Roma- und Rumänienaktivitäten ausgezeichnet, wie auch für den Einsatz und das Engagement zu Gunsten von Kindern in Not. Für die Betreuung von Kriegskindern aus Afghanistan, im Krankenhaus Schärding, sowie für die Hilfe im rumänischen Kinderheim Girdani. jud Maramures, Romania und für Romakinder in Salsig.

## Preisträger 2001
Einzelpersonen:
- Zekeriya Eser und Franz Wild
- Martha Kern
- Rosa Martl

Gruppen:
- Fachausschuss Mission und Dritte Welt, Pfarre St. Anna/Steyr (Kategorie: Gruppen)
- Verein Condor (Kategorie: Gruppen)
- Intervoice Oberösterreich – Netzwerk Stimmen hören (Kategorie: Gruppen)
- Gefangenen-Cursillo Garsten und Verein zur Resozialisierung Strafentlassener Braunau (Kategorie: Gruppen)

Jugend:
- Florian Bamberger, Christopher Dichtl, Tobias Gatterbauer, Lukas Kainz und Dominik Klaffenböck
- Schüler der Hauptschule 2 Freistadt

## Preisträger 2002
Einzelpersonen:
- Elke Kastner
- Josef Parzer
- Erna Putz
- Konrad (Kurt) Rohrhofer

Jugend:
- Flower Power
- Projekt Sprache verbindet von Amstettener Schülern

Gruppen:
- Team vom Hof Tollet (Kategorie: Gruppen)
- Bewohnervertretung von St. Pius (Kategorie: Gruppen)
- RIFA – Rieder Initiative für Arbeitslose (Kategorie: Gruppen)

## Preisträger 2003
Einzelpersonen
- Josef Schmied, Ebensee, wird für sein Engagement in der Seniorenarbeit und für die Unterstützung vieler Ratsuchender ausgezeichnet
- Ruzica Milicevic, Bad Ischl, für den Einsatz in der Flüchtlingshilfe Frauen einer Welt
- Hermann Hochreiter, Gunskirchen, Maria Ritter und Franz Mayringer, Ried/I., für die Rumänienhilfe
- Stellvertretend für die vielen pfarrlichen Helfer zum Hochwasser in Mitteleuropa 2002 werden ausgezeichnet: Elisabeth Fuchshuber, Ansfelden, Marianne Kaindl, Baumgartenberg, Alexander Kronsteiner, Steyr, und Franz Luftensteiner, Schwertberg.

Gruppen
- Der Bundesverband Kleinwüchsige Menschen und ihre Familien in Österreich (BKMF) mit Sitz in St. Marien, für die Unterstützung kleinwüchsiger Menschen.
- Der Solararbeitskreis der Pfarre Guter Hirte in Linz für die ökologische und friedenspolitisch vernetzte Arbeit in einer Pfarre
- Die Gruppe Schräge Vögel in Linz. Psychisch beeinträchtige Menschen spielen Theater. Projektleitung Gabriele Deutsch

Jugend
- Die Gruppe ESPERANZA vom Stiftsgymnasium Kremsmünster und die Hauptschule Gaspoltshofen für die Unterstützung von Projekten von Bischof Richard Weberberger in Brasilien
- Efgani Dönmez von der Clearingstelle der Volkshilfe Oberösterreich in Linz für die Hilfe für unbegleitete minderjährige Flüchtlinge.

## Preisträger 2004
Jugend:
- Zweite Klassen (a,b,c) der Hauptschule Traiskirchen
- Wir gegen Gewalt Jugendzentrum Net(t)place Ried/I.

Gruppen:
- Initiative Mitmensch Almtal
- Ehrenamtliche Mitarbeiter/innen im Of(n)’n der Evangelischen Stadtdiakonie
- SOMA, Sozialmarkt Linz

Einzelpersonen:
- Rosemarie Kurka
- Juliana Baldinger für ihre Arbeit als Sionsschwester in dem ägyptischen Dorf El Berba[12]
- Hans Hollerweger
- Josef Malzer, Schlüsslberg
- Norbert Ringer, Gosau

## Preisträger 2005
Einzelpersonen
- Engagement für Menschen des „vergessenen Kontinents“ Afrika: Regina Watschinger, Linz, gemeinsam mit Raimund Hörburger, Gallneukirchen.
- Für ein Lebenswerk nachgehender und ausdauernder Solidarität mit Menschen in der unmittelbaren Umgebung bzw. Menschen auch in fernen Regionen: Reg. Rat Josef Mayr, Linz, gemeinsam mit Anneliese Ratzenböck, Linz.
- Einsatz für Menschen in Bulgarien, Albanien und Ostungarn sowie Aufbau und Betreuung eines großen inländischen Netzwerkes der Hilfe im Rahmen des Vereins ORA: Dkfm. Hans Peter und Adelinde Hofinger, Andorf.

Gruppen:
- Verein Arbeiten und Lernen Oberes Mühlviertel ALOM, Aigen.
- Einsatz für Asylwerber im Ort (Ottensheim) und Vernetzung in diesem Engagement über die Ortsgrenzen hinaus (Walding, Rottenegg): Initiative ÜBER-BRÜCKEN, Gramastetten (Kontaktperson: August Schwantner).
- Seit zehn Jahren für Flüchtlingsfrauen engagiert im Sinne von Integration statt Ausgrenzung (Beratung, Traumatherapie, Deutschkurse, Hilfe im Alltag): „Projekt Frauen einer Welt“ der Volkshilfe, Linz (Kontaktperson: Gülcan Gigl).
- Ehrenamtliche teilen ihre Zeit mit Menschen mit Beeinträchtigung bei assista. Sie gehen ein bis drei Mal in der Woche einkaufen, spazieren und lesen vor, helfen beim Umräumen, ermöglichen Außenkontakte und die Teilnahme an Theateraufführungen, Konzerten und anderen Veranstaltungen. Ehrenamtliche des Projekts „Meine Zeit ist Deine Zeit“, assista – Das Dorf, Altenhof am Hausruck (Kontaktperson: Fred Famler).

Jugend:
- Einsatz für Straßenkinder in Lateinamerika: Verein VIDA, Maria Essl, Marchtrenk, gemeinsam mit Martin Berndorfer, La Paz, Bolivien
- Jahrelanges Engagement mit Sozialaktionen, u. a. für das Haus Courage, für „Land der Menschen“, für Flüchtlingskinder und Asylwerber: BRG Wallererstraße Wels

## Preisträger 2006
Einzelpersonen:
- Maria Steinbacher
- Werner Humpl
- Andreas Reichl
- Anna-Maria Marschner

Gruppen:
- Haus Lea
- Mauthausen-Komitee Steyr
- Freundschaftscomité Argentina-Austria
- AHA – Arbeitslose helfen Arbeitslosen

Jugend:
- Pfadfindergruppe Rohrbach/Berg

## Preisträger 2007
Jugend:
- Projekt Reality Check und Gesamtprojekt Stellenwert
- 6F Jahrgang 2006/2007 Europa-Gymnasium Auhof Linz
- HBLA St. Florian

Einzel:
- Turan Ünal
- Andreas Paul und Meinrad Schneckenleithner, beide Pax Christi Österreich
- Sr. Elfriede Jagersberger

Gruppen:
- Verein Energie Neumarkt
- Missionsrunde Attnang
- Flüchtlingshilfe der Caritas in OÖ in St. Georgen im Attergau

## Preisträger 2008
Jugend:
- Show- und Akrobatikgruppe Flying Edi's (Kategorie: Junge Projekte)
- Bezirkslandjugend Perg
- MessTeam der Katholischen Jugend Dekanat Ried/I.

Einzel:
- Irmgard Pachler und Waltraud Staudinger
- Robert Bräuer
- Uta Hörburger

Gruppen:
- Rollstuhlfahrergruppe Andorf
- Initiative FahrRad
- Internationaler Kochstammtisch

## Preisträger 2009
Jugend:
- KJ-Gruppe der Pfarre Pfarrkirchen bei Bad Hall
- Rock for Kongo. Sieben Schülerinnen am Bundesgymnasium Vöcklabruck unterstützen Sr. Hildegard Litzlhammer in Kinshasa für die Ausbildung von Mädchen

Einzelpersonen:
- Pfarrmoderator Johann Ehrenfellner
- Johann Eiber
- Rosalia Hasibether
- Ursula Mikulaschek und Gerhard Mikulaschek

Gruppen:
- Dorfmobil Klaus-Steyrling-Kniewas
- Initiative Eine Welt Braunau gemeinsam mit Direkthilfe Welt Drei Bad Ischl
- IRIS – Interkulturelle Frauengruppe der Pfarre Traun

## Preisträger 2010
Jugend:
- Projekt "Mein Spot", KJ OÖ, Forum Arbeit/KAJ, Linz
- Bündnis Lichter gegen Rechts, Linz
- KJ Arbing

Einzelpersonen:
- Valerie Buchinger, Berg bei Rohrbach
- Ernst Huber, Bachmanning
- Josef Kastner, Linz

Gruppen:
- Radio FRO in Linz für die Beteiligung und Miteinbeziehung vieler Gruppen, Initiativen und Organisationen
- Mitarbeiter/innen der Pecho Druck GmbH, Linz
- Donnerstagssänger aus Gmunden

## Preisträger 2011
Jugend:
- 72 Stunden ohne Kompromiss
- Benefizprojekt „Bock Ma’s“ des Sozialforums Freiwerk, Timelkam
- Klasse 3 D des Bundesgymnasiums Vöcklabruck

Einzelpersonen:
- Peter Hans Dimmel, Linz
- Keimlingsbäcker Karl Mayer, Schardenberg
- Sybille Spiegel, St. Martin im Mühlkreis

Gruppen:
- Team Rufbereitschaft der Pfarre Haag am Hausruck
- AK Flüchtlingshilfe „für mich und du“, St. Georgen an der Gusen
- Verein Daraja – Die Brücke, Linz

## Preisträger 2012
Jugend:
- Doris Atzmüller und Katrin Eckerstorfer
- i-treff STUWE
- Österreichische Schüler/innen und Student/innen Union

Einzel:
- Monika Gschaider und Margarete Schlosser
- Carlo Neuhuber
- Othmar Weber

Gruppen:
- Internationale Frauenbegegnung Vöcklabruck
- Welser Augen-OP-Team
- Pfarre und Pfarrgemeinderat St. Peter am Hart

## Preisträger 2013
Jugend:
- BAKIP der Don Bosco Schulen Vöcklabruck
- Musice Invita Gemeinsamen Musizieren von Schülern der Handelsakademie und Handelsschule Schärding mit Bewohnern der Caritaseinrichtung invita
- Hannah Aigner

Einzelpersonen:
- Käthe Recheis
- Mathias Skerlan, Sponsor für ein kostenloses monatliches Mittagessen für Obdachlose im Restaurant Cose cosi
- Ernst Forstner

Gruppen:
- Europaschule Linz für den gegenseitigen Respekt und gleichberechtigte Kommunikation von 24 verschiedenen Muttersprachen aus 17 Nationen
- Plattform Altmünster für Menschen
- Plattform M.u.T. – Menschlichkeit und Toleranz und die Trägergruppe Die Vergangenheit ist nicht tot, sie ist nicht einmal vergangen.

## Preisträger 2014
Jugend
- Schulband der BHAK und BHAS Schärding
- ASO Kids Band Langenstein, Pädagogisches Zentrum Perg
- Schüler der 7bO Klasse, Kreuzschwestern Gmunden

Einzelpersonen
- Isabella Ntumba, Verein Licht am Horizont
- Erwin Hehenberger, Essen und Leben
- Helmut Gragger, Bio-Holzofenbäckerei

Gruppen
- Fachausschuss Caritas und Soziales, Pfarre Reichersberg und Team der Ehrenamtlichen, Caritas Flüchtlingshaus Bad Leonfelden
- WUSA weltumspannend arbeiten
- Sonntagshelfer des Alten- und Pflegeheims St. Elisabeth in Rainbach im Mühlkreis

## Preisträger 2015
Jugend
- actionPool der youngCaritas Oberösterreich, Petra Köppl, Linz
- Mahmuti Besart, Wels
- JugendTheaterTreff Courage, Margit Scherrer, Rohrbach

Einzelpersonen
- Johann Eidenhammer, Mauerkirchen
- Juan Bayram, Linz
- Mathilde Leeb, Linz

Gruppen
- Team der Neuropädiatrischen Ambulanz, Krankenhaus der Barmh. Sr. Linz, OA Manuela Baumgartner
- Bettellobby OÖ, Thomas Diesenreiter, Linz
- Verein NETs.werk, Gerhard Zwingler, Steyr

Lebenswerk
Zum ersten Mal als 10. Preis vergeben.
- Mathilde Leeb, Linz

## Preisträger 2016
Jugend
- Victoria Dieringer, Saxen
- Sprachprojekt für Asylwerbende der Studierendenvertretung an der PH OÖ
- "zum:verGEHEN:erinnern" der Katholischen Jugend Region Ennstal

Einzelpersonen
- Sr. Tarcisia Valtingoier, Linz
- Mag. Josef Sperrer, Wels
- Mag. Thomas Engleder, Haslach

Gruppen
- Akceylan Netice und das Team der türkischen Köchinnen, Taufkirchen an der Pram
- Notschlafstelle für Bettler aus der Ostslowakei, Puchheim
- Flugsportgruppe Union Linz

Lebenswerk

- Erika Weissenböck, Ried/Innkreis

## Preisträger 2017
Jugend
- Landjugend Naarn
- Höhere Bundeslehranstalt für Landwirtschaft und Ernährung Elmberg, Linz

Einzelpersonen
- Ludwig Mülleder, Bad Leonfelden
- Christa Zauner, St. Willibald
- Maria Baumgartner, Linz

Gruppen
- Verein Lesewelt Pinsdorf
- Diakonieprojekt MehrZellerNachbarschaft, Bad Zell
- Bruna Matera und Jochen Reumüller, Braunau
- "Papa Gruber Kreis" – Fachausschuss des Pfarrgemeindesrats und Verein Plattform Johann Gruber, St. Georgen an der Gusen

Lebenswerk

- Bischof em. Maximilian Aichern OSB, Linz

## Preisträger 2018
Jugend
- Neue Mittelschule Haslach Kompetenztagesschule
- Cornelia Kienberger, Vöcklabruck

Einzelpersonen
- Elisabeth Birngruber und Judith Hartl, Kinder- und Jugendchor AVODAH, Verein GraniART, Bad Leonfelden
- Uwe Sailer, Linz
- Patrick Eder, Grieskirchen

Gruppen
- Die Leisenhofgärtnerei, Linz
- Ehrenamtliche Flüchtlingshelfer Pabneukirchen
- Bruna Matera und Jochen Reumüller, Braunau
- Betreuerinnen-Café Leonstein

## Preisträger 2019
Jugend
- Theo-Prax-Team des Khevenhüller-Gymnasiums Linz
- Anerkennung: Ida Berschl, St. Florian am Inn

Einzelpersonen
- Christa Tatár, Ebensee
- Linda Greuter, Leonding
- Ewald Kreuzer, Steyr

Gruppen
- Ewald Fink, Verein zur Unterstützung des Waisenhauses „Traunsee“ in Myanmar, Traunkirchen
- Ehrenamtliche Einzugsbegleiter/innen, Vöcklabruck
- Verein Zu-Flucht mit Kostnix-Laden, Linz

Lebenswerk
- Anna Hackl, Schwertberg

## Preisträger 2020
Jugend
- Jakob Pichler, Feldkirchen
- Nicole Leitenmüller & Ehrenamtliches Jugendteam Oberes Mühlviertel

Einzelpersonen
- Marianne und Gerald Frauendorfer, St. Peter
- Martin Kranzl-Greinecker, Pichl bei Wels
- Simone Strobl, Wels

Gruppen
- Joe Gokl & Schwimmteam, Oedt
- Pfarre Sattledt
- Sr. Elisabeth Siegl, Vöcklabruck

Lebenswerk
- Irmgard Aschbauer, Linz

Die Preisträger 2020 wurden coronabedingt im Jahr 2021 geehrt.

## Preisträger 2022
Jugend
- Kleiderkammerl Bad Ischl
- Team Nächstenliebe Jugendzentrum Plateau, Leonding

Einzelpersonen
- Anna Wall-Strasser, Gallneukirchen
- Roman Rubasch, Wolfern
- Ulrike und Günther Schuster, Linz

Gruppen
- Entwicklungshilfeverein Eine Welt St. Magdalena, Linz
- SOS Balkanroute Sammelaktionen OÖ
- Verein -Rollende Engel-, Wels

Lebenswerk
- Peter Zuber, Alkoven

Anerkennungspreis
- Ukrainisch griech.-kath. Gemeinde, Linz